# Massapê
Massapê este un oraș în statul Ceará (CE) din Brazilia.